# José Palanco Romero
José Palanco Romero (Talavera de la Reina, província de Toledo, 1889 - Granada 16 d'agost de 1936) fou un catedràtic d'Història a la Universitat de Granada, alcalde de Granada i parlamentari per Izquierda Republicana. Militant actiu del catolicisme social i un dels homes de confiança de Manuel Azaña, va ser assassinat en la matinada del 16 d'agost de 1936.

## Biografia
Catedràtic d'Història d'Espanya en la Universitat de Granada des de 1911, on va ocupar també els llocs de Vicerector (1922-1924) i Degà de la Facultat de Filosofia i Lletres (1930-1934). Fou regidor de l'Ajuntament Republicà de Granada d'abril de 1931 a desembre de 1933, i des de llavors alcalde de Granada. Estava casat amb Lola Burgos, pertanyent a una família de l'alta societat amb grans propietats rurals.
Va ser escollit Diputat de les Corts Constituents per la circumscripció de Granada, amb un paper molt actiu a les Corts Constituents i en els debats sobre la reforma agrària. A les eleccions generals de 1936 va ser candidat per Izquierda Republicana obtenint l'acta de diputat per Granada amb 99.005 vots. La votació va ser anul·lada per la Comissió d'Actes i repetida el 3 de maig obtenint 206 646 vots d'un total de 260.448. Pocs dies després del cop d'estat del 18 de juliol que va donar lloc a la guerra civil espanyola fou detingut pels sublevats, maltractat brutalment davant de la seva família, En la matinada del 16 d'agost fou afusellat en les tàpies del cementiri de San José de Granada.

## Fons de José Palanco Romero
La documentació ha romàs a casa dels descendents de la família Palanco fins a la seva donació a l'Arxiu de la Universitat de Granada, per part de la seva nora, realitzada per mediació d'alguns professors de la Facultat de Filosofia i Lletres.